# East Midlands
| East Midlands                  | East Midlands                      |
| ------------------------------ | ---------------------------------- |
| Karte                          |                                    |
| Geografie                      |                                    |
| Fläche                         | 15.627 km²                         |
| Verwaltungssitz                | Nottingham                         |
| Demografie                     |                                    |
| Bevölkerung Bevölkerungsdichte | 4.567.731 (2012) 292 Einwohner/km² |

East Midlands ist eine der neun Regionen Englands und besteht aus dem größten Teil der östlichen Midlands.

## Größere Städte in East Midlands
Die größten Städte sind Derby, Leicester und Nottingham, wo auch der Verwaltungssitz ist. Zwischen diesen Städten liegt der Flughafen East Midlands. Die Region ist mit den Hochgeschwindigkeitszügen der Midland Mainline mit London verbunden. Außerdem verläuft der Motorway M1 durch die Region.

## Weitere Städte und Dörfer
Weitere Städte und Orte: Bolsover, Boston, Chesterfield, Corby, Daventry, Dronfield, Kettering, Hinckley, Lincoln, Long Eaton, Loughborough, Lutterworth, Oakham, Mansfield, Matlock, Market Harborough, Melton Mowbray, Newark, Northampton, Rushden, Sutton-in-Ashfield, Uppingham, Wellingborough, Worksop.
Zur Region gehören folgende Grafschaften und Unitary Authorities:
| 1. Derbyshire 2. Derby (Unitary Authority) 3. Nottinghamshire 4. Nottingham (Unitary Authority) 5. Lincolnshire 6. Leicestershire 7. Leicester (Unitary Authority) 8. Rutland (Unitary Authority) 9. West Northamptonshire (Unitary Authority) 10. North Northamptonshire (Unitary Authority) |

## Wirtschaft
Im Vergleich mit dem BIP der EU ausgedrückt in Kaufkraftstandards erreicht die Region East Midlands einen Index von 88 (EU-28:100) (2015).